# André Schembri
André Schembri (ur. 27 maja 1986 w Pietà) – maltański piłkarz występujący na pozycji ofensywnego pomocnika. Od 2017 jest piłkarzem Apollonu Limassol. Jest także reprezentantem Malty.

## Kariera klubowa

### Malta
André Schembri rozpoczął karierę w maltańskim klubie Hibernians. W lidze zadebiutował w sezonie 2002/2003, zdobywając z klubem czwarte miejsce w lidze maltańskiej.
W kolejnym sezonie, Schembri wywalczył miejsce w podstawowym składzie zespołu. Rozegrał 26 spotkań ligowych, w których strzelił 5 goli, a jego klub zajął trzecie miejsce w lidze.
W styczniu 2005 roku zawodnik przeszedł do Marsaxlokk FC, z którym w pierwszym sezonie gry zajął w lidze 5. miejsce.
W pierwszym pełnym sezonie w Marsaxlokk FC (2005/2006), Schembri rozegrał 24 spotkania, strzelił 7 bramek. Klub w tych rozgrywkach zajął 4. miejsce. W tym samym sezonie Schembri pierwszy raz zagrał w seniorskiej reprezentacji Malty.
W kolejnym sezonie zawodnik rozegrał 19 spotkań ligowych, zdobył 11 goli.

### Niemcy
Po bardzo dobrym sezonie 2006/2007 Schembri został na cały sezon wypożyczony do niemieckiego Eintrachtu Brunszwik, grającego wówczas w Regionalliga Nord. W czasie sezonu w Eintrachcie, André 29 razy zagrał w lidze i strzelił 9 goli, przyczyniając się do awansu zespołu do 3. Fußball-Liga.
30 czerwca 2008 roku zakończyło się wypożyczenie do Eintrachtu i piłkarz wrócił na Maltę.
Paradoksalnie, w kolejnym sezonie André Schembri został ponownie wypożyczony do Niemiec, tym razem do Carl Zeiss Jena, która spadła do 3. Fußball-Liga. Podczas swojego drugiego sezonu w Niemczech, piłkarz rozegrał 32 spotkania ligowe, zdobywając w nich 4 gole. Jego zespół zajął 16. miejsce w ligowej tabeli.
Schembri zdobył dla Carl Zeiss Jena dwa ważne gole w rozgrywkach DFB-Pokal: przeciwko drugoligowemu 1. FC Kaiserslautern i pierwszoligowemu FC Schalke 04.

### Austria
19 czerwca 2009 roku, André Schembri podpisał dwuletni kontrakt z austriackim klubem Austria Kärnten.

### Węgry
15 stycznia 2010 roku piłkarz został zawodnikiem Ferencvárosi TC, rozwiązując wcześniej kontrakt z poprzednim zespołem. Po półtora sezonu spędzonym w węgierskim zespole nie przedłużył kontraktu i został wolnym zawodnikiem.

### Grecja
7 lipca 2011 roku Schembri podpisał dwuletni kontrakt z Olympiakosem Volos.

## Kariera reprezentacyjna
Schembri jest reprezentantem Malty. Pierwszy mecz rozegrał 4 czerwca 2006 roku, w meczu przeciwko Japonii.
André pierwsze dwie bramki w drużynie narodowej zdobył 11 października 2006 roku w meczu kwalifikacyjnym do EURO 2008 przeciwko Węgrom. Tym samym dał Malcie pierwszą od 13 lat wygraną Malty w meczu o punkty.

## Życie prywatne
André Schembri pochodzi z piłkarskiej rodziny. Jego ojciec, Eric Schembri był napastnikiem w Gżira United i reprezentacji Malty, zaś dziadek Salvinu Schembri był pomocnikiem w czołowych klubach Malty i reprezentacji.